# IC 2886
IC 2886 је галаксија у сазвјежђу Лав која се налази на листи објеката дубоког неба у Индекс каталогу.
Деклинација објекта је + 11° 33' 47" а ректасцензија 11h 30m 24,4s. Привидна величина (магнитуда) објекта IC 2886 износи 16,5 а фотографска магнитуда 17,5.